# Tobie Botes
Wietz Tobias Botes, detto Tobie (Worcester, 26 aprile 1984), è un ex rugbista sudafricano internazionale per l'Italia, in carriera attivo come utility back.

## Biografia
Inizia la sua carriera nel rugby in Sudafrica giocando con i con i Boland Cavaliers e i Griqualand West Griquas in Currie Cup, e in Super 14 con i Cheetahs.
È un giocatore idoneo per la Nazionale Italiana di Rugby essendo passati i 3 anni richiesti dalla federazione. Nella stagione 2010 2011 di Celtic League risulta essere il miglior marcatore del Benetton Treviso con 127 punti totali, frutto di 4 mete, 10 trasformazioni e 29 calci piazzati.
Torna in Sudafrica nel 2014, quando gioca 8 partite per i Eastern Province Kings, nella prima divisione della Currie Cup. Non fa parte della squadra durante la preparazione della stagione 2015, perché impegnato nella fattoria di famiglia a Worcester. Si riaggrega poi agli EP Kings durante la Currie Cup del 2015.

## Palmarès
- Campionati italiani: 2
Benetton Treviso: 2008-09, 2009-10
- Coppe Italia: 1
Benetton Treviso: 2009-10
- Supercoppe d'Italia: 1
Benetton Treviso: 2009